# Papa Melquíades
São Melquíades (em grego:  Μελχιάδης, Melchiádis), também conhecido por Milcíades, Miltíades ou Melquíadas, foi Papa entre 2 de julho de 311 até 10 de janeiro de 314.

## Vida e obras
Sucessor de Santo Eusébio, Melquíades era natural de África - talvez um berbere - e assumiu o trono pontifício em Roma em 311, após o imperador Magêncio ter exilado Eusébio para a Sicília. Durante seu pontificado, em outubro de 312, Constantino derrotou Magêncio e assumiu o controle de Roma. Constantino presenteou o papa com o Palácio Laterano, que se tornou a residência papal e sede do governo cristão. Logo no início de 313, Constantino e seu companheiro imperador Licínio chegaram a um acordo no Édito de Milão, indicando que eles iriam garantir a liberdade religiosa aos cristãos (e outras religiões) e restaurar as propriedades eclesiásticas.

## Morte
Também em 313, Melquíades convocou o premieiro Concílio de Latrão em Roma, que inocentou Cecílio e condenou Donato Magno como um cismático (veja Donatismo). Ele foi então convidado para o Concílio de Arles, mas morreu antes de poder participar.

## Legado
O Liber Pontificalis, compilado a partir do século V, atribuiu a introdução de diversos costumes posteriores à Melquíades, incluindo a abstenção do jejum às quintas e domingos, embora os estudiosos atualmente acreditem que estes costumes já existiam no tempo dele.[carece de fontes?]
No século XIII, a festa de São Melquíades (como ele então chamado) foi criada, com a classificação incorreta de mártir, no Calendário Romano para ser celebrada em 10 de dezembro. Em 1969, ela foi removida deste calendário de celebrações litúrgicas obrigatórias e sua festa foi transferida para o dia de sua morte, 10 de janeiro, com seu nome modificado para Miltíades e sem a indicação de mártir.

## ligações externas
- "Pope St. Miltiades" na edição de 1913 da Enciclopédia Católica (em inglês).  Em domínio público.
- Eusébio de Cesareia. «17». História Eclesiástica. Miltiades and His Works. (em inglês). V. [S.l.: s.n.]
- «Historical "Gift of Constantine"» (PDF) (em inglês). Journal Article Concerning Miltiades and Constantine. Consultado em 7 de outubro de 2010. Arquivado do original (PDF) em 24 de setembro de 2006
- «Melchiades» (em inglês). Opera Omnia. Consultado em 7 de outubro de 2010